# Тутчоне
Тутчоне (Tutchone) — находящийся под угрозой исчезновения атабаскский язык, на котором говорит народ тутчоне, проживающий на территории Юкон в Канаде. Имеет две разновидности, северную и южную, которые иногда считаются отдельными языками.

## Разновидности
- Северный тутчоне (Northern Tutchone, Selkirk, Dän kʼí) распространён на ареалах Кармакс, Майо-Стюарт, Селкирк-Пелли, Уайт-Ривер, Уайтхорс в центре территории Юкон. Имеет диалекты биг-салмон, майо, пелли-кроссинг, уайт-ривер. Переходят на английский язык. Алфавит на латинской основе: a, ae, aw, ay, ä, ch, ch', d, ddh, dh, dl, dz, e, g, gh, ghw, gw, h, i, j, k, k', kh, khw, kw, k’w, l, ł, m, mb, n, nd, nj, o, r, s, sh, t, t', th, tl, tl', ts, ts', tth, tth', u, w, y, z, zh, '. Назализация обозначается седилем под буквой (ą). Высокий тон обозначается акутом (á), средне-высокий — макроном (ā), восходящий — грависом (à)[2].
- Южный тутчоне (Southern Tutchone, Dän kʼè) распространён в поселениях Айшихик, Бёрваш-Лэндинг, Клу-Лейк, Клукшу, Лейк-Лабердже, Уайтхорс, Хейнс-Джункшн, Чампанье на юго-западе территории Юкон. Имеет диалекты айсихилик, клуане, клукшу, тааан. Переходят на английский язык. Алфавит на латинской основе: a, aw, ay, ä, äw, ch, ch', d, ddh, dh, dl, dz, e, g, gh, ghw, gw, h, i, j, k, k', kh, khw, kw, k’w, l, ł, m, mb, n, nd, nj, o, r, s, sh, t, t', th, tl, tl', ts, ts', tth, tth', u, ü, w, y, z, zh, '. Назализация обозначается седилем под буквой (ą). Низкий тон обозначается акутом (á), нисходящий — макроном (ā), восходящий — грависом (à)[3].